# Laufentalvertrag
Der Laufentalvertrag ist ein am 10. Februar 1983 vereinbartes Abkommen zwischen dem Bezirk Laufen und dem Kanton Basel-Landschaft in der Schweiz, vertreten durch die Bezirkskommission einerseits und den Regierungsrat andererseits. Er regelt den Übergang des Bezirks vom Kanton Bern zum Kanton Basel-Landschaft und bildet – zusammen mit dem Aufnahmegesetz und einer Änderung der Baselbieter Kantonsverfassung – die rechtliche Grundlage für den am 1. Januar 1994 erfolgten Kantonswechsel des Laufentals. Die vollständige amtliche Bezeichnung lautet «Vertrag über die Aufnahme des bernischen Amtsbezirks Laufen und seiner Gemeinden Blauen, Brislach, Burg im Leimental, Dittingen, Duggingen, Grellingen, Laufen, Liesberg, Nenzlingen, Roggenburg, Röschenz, Wahlen, Zwingen in den Kanton Basel-Landschaft».

## Inhalt
Rechtlich gesehen handelt es sich beim Laufentalvertrag um ein interkantonales Konkordat in Form eines Gebietsveränderungsvertrags. Auf diese Weise erfüllt er die Bestimmungen von Artikel 53 der Bundesverfassung, der den Bestand und das Gebiet der Kantone schützt sowie das Vorgehen bei Gebietsveränderungen festlegt. Der Laufentalvertrag regelt bis ins Detail den Wechsel des Bezirks und seiner Gemeinden von einer kantonalen Rechtsordnung in die andere. Dieses Vertragswerk ist das erste seiner Art in der Schweiz, denn der 1979 gegründete Kanton Jura übernahm die bernische Rechtsordnung zunächst fast unverändert und passte sie erst nach und nach seiner eigenen Verfassung an.
Der Vertrag umfasst 112 Paragrafen. Ihnen vorangestellt ist die Präambel, die im Sinne einer feierlichen Erklärung den Inhalt und die Zielsetzung des Vertrags umschreibt. Es folgen 24 allgemeine Bestimmungen, die den Laufentaler Einwohnern und Gemeinden die gleichen Rechte und Pflichten garantieren wie den Einwohnern und Gemeinden des Kantons Basel-Landschaft. Dazu gehören die 13 Einwohnergemeinden und die 15 Kirchgemeinden (davon 13 römisch-katholisch, 1 reformiert und 1 christkatholisch). Der Vertrag garantiert, dass Laufen ein eigener Verwaltungs- und Gerichtsbezirk, ein eigener Betreibungs- und Konkurskreis sowie ein eigener Wahlkreis bleibt. Ebenso werden bestehende Verträge, Patente und Bewilligungen für die Zeit ihrer Gültigkeit anerkannt. Garantiert wird, dass die Aufgaben der öffentlichen Verwaltung nahtlos erfüllt werden. Hinzu kommen verschiedene Grundsätze über die Vermögensausscheidung zwischen beiden Kantonen und den Gemeinden. Sie betreffen unter anderem die Übernahme des Feningerspitals, zweier Abwasserreinigungsanlagen und des Laufentaler Anteils am Regionalen Gymnasium Laufental-Thierstein. In 87 besonderen Bestimmungen nehmen Übergangsvorschriften eine zentrale Rolle ein, wobei für die meisten eine Frist von zwei bis sieben Jahren gilt. Es wird auch umschrieben, auf welche Weise die Vermögensausscheidung zwischen den beiden Kantonen und den Gemeinden vorzunehmen ist. Paragraf 112 enthält die Schlussbestimmungen.

## Geschichte
Nachdem 1980 der Kanton Basel-Landschaft als bevorzugte Beitrittsoption festgestanden war, nahm die Bezirkskommission Laufental Verhandlungen mit den Baselbieter Behörden auf. Acht Fachgruppen trafen mit Vertretern einer basellandschaftlichen Verhandlungsdelegation zusammen. Sie umfasste neben zwei Regierungsräten auch leitende Beamte der Kantonsverwaltung, begleitet von einer 13-köpfigen Kommission des Landrates. Zu den Verhandlungen zog man auch zwei Staatsrechtsprofessoren bei, Thomas Fleiner von der Universität Freiburg und Kurt Eichenberger von der Universität Bern. Weitere Gespräche zur Klärung von Details fanden auf Regierungsebene statt. Nach drei Lesungen billigte die Bezirkskommission den ausgehandelten Laufentalvertrag am 20. Januar 1983 unter Namensaufruf mit 14 zu 11 Stimmen. Die Ja-Stimmen stammten von den Vertretern der CVP und der SP, die Nein-Stimmen von den FDP-Vertretern; der freisinnige Kommissionspräsident enthielt sich der Stimme, während ein CVP-Mitglied nicht anwesend war.
Wenig später gab der Baselbieter Regierungsrat am 8. Februar 1983 einstimmig sein Einverständnis und überwies den Vertrag dem Landrat. Zwei Tage später setzten die Verhandlungspartner im Rahmen einer feierlichen Zeremonie im kantonalen Museum in Liestal ihre Unterschrift unter das Vertragswerk. Auf Seiten von Basel-Landschaft waren dies Landschreiber Franz Guggisberg und Regierungspräsident Theo Meier, auf Seiten der Bezirkskommission der Verhandlungsleiter Rainer Weibel. Der Landrat behandelte den Vertrag am 2. Mai zusammen mit dem Aufnahmegesetz und einer Änderung der Kantonsverfassung. Einstimmig oder mit grosser Mehrheit unterstützten die Fraktionen CVP, SP, FDP und SVP die Vorlage. Dagegen sprachen sich einzelne FDP- und SP-Parlamentarier aus. Schliesslich stimmte der Landrat mit 57 gegen 7 Stimmen zu, bei fünf Enthaltungen. Am 11. September 1983 nahmen die Baselbieter Stimmberechtigten den Laufentalvertrag mit 72,7 % der Stimmen an. Hingegen wurde er im Bezirk Laufen nach einer erbittert geführten Abstimmungskampagne mit 56,7 % abgelehnt.
Als Folge der Enthüllungen im Zusammenhang mit der Berner Finanzaffäre erklärte das Bundesgericht am 20. Dezember 1988 die Abstimmung von 1983 im Laufental für ungültig und ordnete deren Wiederholung an. Vertreter der Kantone und des Bezirksrates (wie die Bezirkskommission mittlerweile hiess) unterzeichneten am 12. Mai 1989 im Stadthaus von Laufen eine Ergänzung zum Laufentalvertrag von 1983, die durch neue rechtliche und politische Rahmenbedingungen notwendig geworden war. Beispielsweise hatte Basel-Landschaft 1987 eine neue Kantonsverfassung erhalten. Ansonsten konnte der Vertrag praktisch unverändert übernommen werden und benötigte nur einzelne redaktionelle Anpassungen. Von besonderer Wichtigkeit waren dem Bezirksrat und seinem Verhandlungsleiter Rudolf Imhof zwei Punkte: erstens die Zusage von Basel-Landschaft, die von Bern eingegangenen Verpflichtungen bezüglich der regionalen Erdgasversorgung zu übernehmen, und zweitens Absichtserklärungen beider Kantonsregierungen, die Umfahrungsstrasse Grellingen mit dem 2,8 km langen Eggfluhtunnel ohne Verzögerung zu erstellen.
Am 12. November 1989 fand der Laufentalvertrag die Zustimmung von 51,7 % der Laufentaler Stimmberechtigten. Auch dieses Ergebnis missfiel einigen Beschwerdeführern, diesmal auf probernischer Seite. Der bernische Grosse Rat hiess ihre Beschwerden am 5. Februar 1990 gut und erklärte die Abstimmung für ungültig. Dies wiederum hatte eine Beschwerde von Probaselbietern zur Folge. Erneut musste sich das Bundesgericht mit der Angelegenheit befassen und wies die Vorinstanz am 13. März 1991 an, das Ergebnis zu akzeptieren; der Grosse Rat fügte sich am 25. Juni 1991. Schliesslich nahmen die Baselbieter Stimmberechtigten den Laufentaler Vertrag am 22. September mit 59,3 % der abgegebenen Stimmen an. Nach der eidgenössischen Volksabstimmung vom 26. September 1993 trat der Laufentalvertrag am 1. Januar 1994 gemäss Paragraf 112 in Kraft.